# Dhoom 2
Dhoom 2: Back In Action (धूम २), anche abbreviato e conosciuto come D:2, D2 e D2: Back In Action) è un film indiano del 2006 diretto da Sanjay Gadhvi e prodotto da Aditya Chopra e Yash Chopra ad un budget stimato sulle 350 milioni Rs. È il secondo film della serie iniziata con Dhoom, a cui è seguito Dhoom 3. Abhishek Bachchan e Uday Chopra recitano nel film nei ruoli dei poliziotti Jai Dixit e Ali, rispettivamente. I due agenti tentano di catturare Mr. A (Hrithik Roshan), un ladro professionista che compie i propri furti utilizzando gadget altamente tecnologici.
Il film è stato girato principalmente in India, Durban e Rio de Janeiro, diventando il primo film importante di Bollywood ad essere girato in Brasile. La casa di distribuzione del film, la Yash Raj Films, ha promosso la pellicola attraverso sponsorizzazioni con Pepe Jeans e Coca-Cola. Il film è stato presentato il 24 novembre 2006 in India, diventando il film nella storia del cinema indiano distribuito nel maggior numero di sale: 1800 in tutta l'India.
Dhoom 2 è stato generalmente ricevuto bene tanto dalla critica, quanto dal pubblico. Nel 2006 è stato il film con il maggiore incasso dell'anno, ed è entrato nella top ten dei maggiori incassi di Bollywood e nella classifica dei maggiori successi commerciali di Bollyoowd sul mercato estero. Dopo aver guadagnato circa 1,34 miliardi di Rs (circa di 34 milioni di dollari), il film è stato elevato al rango di "blockbuster".